# غفار اوشاغی (فکه)
غفار اوشاغی (به ترکی استانبولی: Gaffaruşağı) یک منطقهٔ مسکونی در ترکیه است که در فکه، ترکیه واقع شده‌است.